# Noyant-de-Touraine
Noyant-de-Touraine è un comune francese di 964 abitanti situato nel dipartimento dell'Indre e Loira nella regione del Centro-Valle della Loira.

## Società

### Evoluzione demografica
Abitanti censiti